# رئیس ستاد هوایی بریتانیا
رئیس ستاد هوایی بریتانیا (انگلیسی: Chief of the Air Staff) ارشدترین جایگاه در نیروی هوایی سلطنتی است که نظارت بر این نیرو را برعهده دارد و عضو کمیته روسای ستاد و هیئت مدیره نیروی هوایی می‌باشد. 
رئیس ستاد هوایی توسط وزیر دفاع بریتانیا معرفی و توسط نخست‌وزیر بریتانیا برای یک دوره ۳ ساله منصوب می‌شود و در طول دوران خدمت، به رئیس ستاد دفاع بریتانیا گزارش می‌دهد.
این پست در سال ۱۹۱۸ ایجاد شد و نخستین رئیس ستاد هوایی؛ سرلشکر هیو مونتاگ ترنچارد بود. رئیس فعلی و سی‌امین و یکمین رئیس ستاد هوایی، مارشال ریچارد نایتون است که در ۲ ژوئن ۲۰۲۳ جانشین مایکل ویگستون شد.